# Пано Жигянски
Пано Манев (Манов) Златев, известен като Жигански или Жигянски, е български революционер, деец на Вътрешната македоно-одринска революционна организация.

## Биография
Пано Жигянски е роден в 1882 година в Жиганци, Кочанско, Османската империя, днес Северна Македония. От 1903 година е член на ВМОРО. Взема участие в пренасяне на оръжие през границата. Става ръководител на селския революционен комитет. Пано Жигянски минава в нелегалност в 1910 година. Четник е при Тодор Александров и Иван Бърльо, а след това е войвода в Щипско и Кочанско. В 1910 година се сражава с мухаджирска чета при Баня, като е ранен на две места в лявата ръка. В 1912 година се сражава при Кочани.
При избухването на Балканската война в 1912 година е доброволец в Македоно-одринското опълчение в четата на Симеон Георгиев и 4 рота на 15 щипска дружина. Награден е с орден „За храброст“ IV степен.
След като Кочанско остава в Сърбия след Междусъюзническата война отново действа с чета, този път срещу новите власти. В 1915 година е в четата на Иван Бърльо. Сражава се в 1914 година при родното си Жиганци и на 27 август 1915 година при Кучичино. Подпомага Българската войска след намесата на България в Първата световна война през есента на 1915 година и участва в превземането на Щип.
След загубата на войната от България, действа отново с чета в Кочанско. Сражава се при Кадрифаково в 1923 година, при Полаки в 1924 година и при Лески в 1925 година.
На 30 март 1943 година като жител на Жиганци подава молба за българска народна пенсия. В свидетелството към молбата пише, че е „активен член (деец) за освобождението и обединението на родината ни Македония към майката България“. Молбата е одобрена и пенсията е отпусната от Министерския съвет на Царство България.
Умира на 10 декември 1962 година в Кочани.